# Eupithecia ulicada
Eupithecia ulicada är en fjärilsart som beskrevs av Karl Dietze 1910. Eupithecia ulicada ingår i släktet Eupithecia och familjen mätare. Inga underarter finns listade i Catalogue of Life.